# 1455

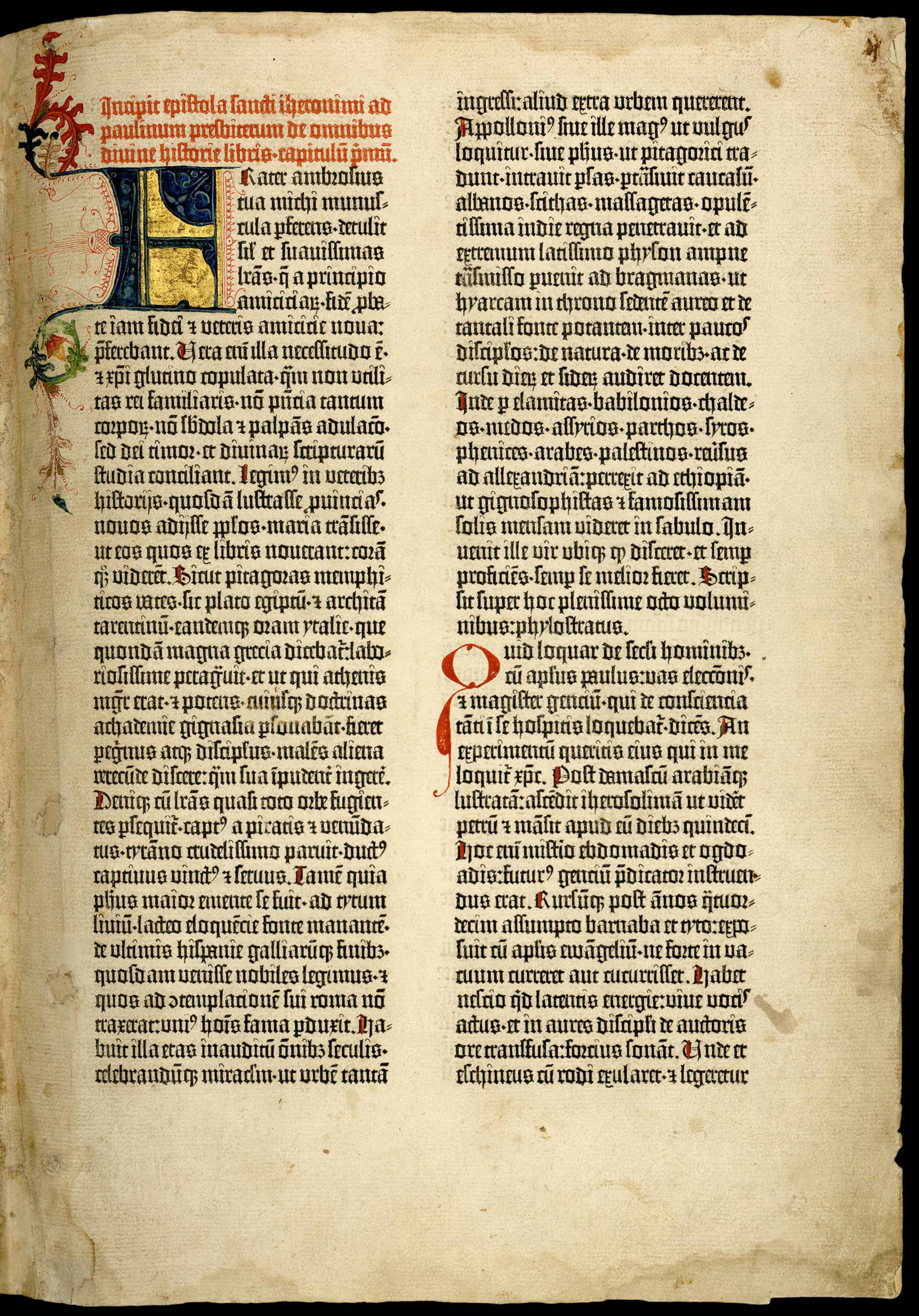
De Gutenbergbijbel

Het jaar 1455 is het 55e jaar in de 15e eeuw volgens de christelijke jaartelling.

## Gebeurtenissen
januari
- 8 - Paus Nicolaas II vaardigt de bul Romanus Pontifex uit. Portugal verkrijgt een monopolie op de missie en handel in nieuw ontdekte landen in Afrika en Azië. De slavernij wordt goedgekeurd.

februari
- 23 - Johannes Gutenberg drukt zijn Bijbel (aangenomen datum).

maart
- 12 - De bisschop van Sienna schrijft aan de Spaanse kardinaal Juan de Carvajal over de Gutenbergbijbel, die hij in oktober in onvoltooide staat op de Rijksdag van Frankfurt heeft gezien.
- 22 - De Venetiaanse koopman Alvise da Cadamosto vertrekt uit Portugal voor een verkenningstocht naar de Afrikaanse westkust in opdracht van Hendrik de Zeevaarder. Hij reist naar het gebied van de Senegal en de Gambia.

april
- 7 - De kapittels van Utrecht kiezen Gijsbrecht van Brederode, broer van Hoekenleider Reinoud II van Brederode, tot bisschop. Ze trotseren daarmee de hertog van Bourgondië Filips de Goede, die zijn bastaardzoon David van Bourgondië tot bisschopbenoemd wil zien.

mei
- 22 - Eerste Slag bij St Albans: Richard van York verslaat de troepen van koning Hendrik VI, neemt deze gevangen en laat zichzelf tot Lord High Constable uitroepen. Begin van de Rozenoorlogen.

december
- 3 - Verdrag van Barcelona: Johan II van Aragon benoemt zijn dochter Eleonora tot troonopvolger, daarmee

zonder datum
- Na de dood van Esen tajsj valt zijn rijk uiteen, en de Oirats trekken zich terug naar hun eigen gebied.
- Bolsward ontvangt stadsrechten.
- Hendrik IV van Castilië huwt Johanna van Portugal.

## Kunst

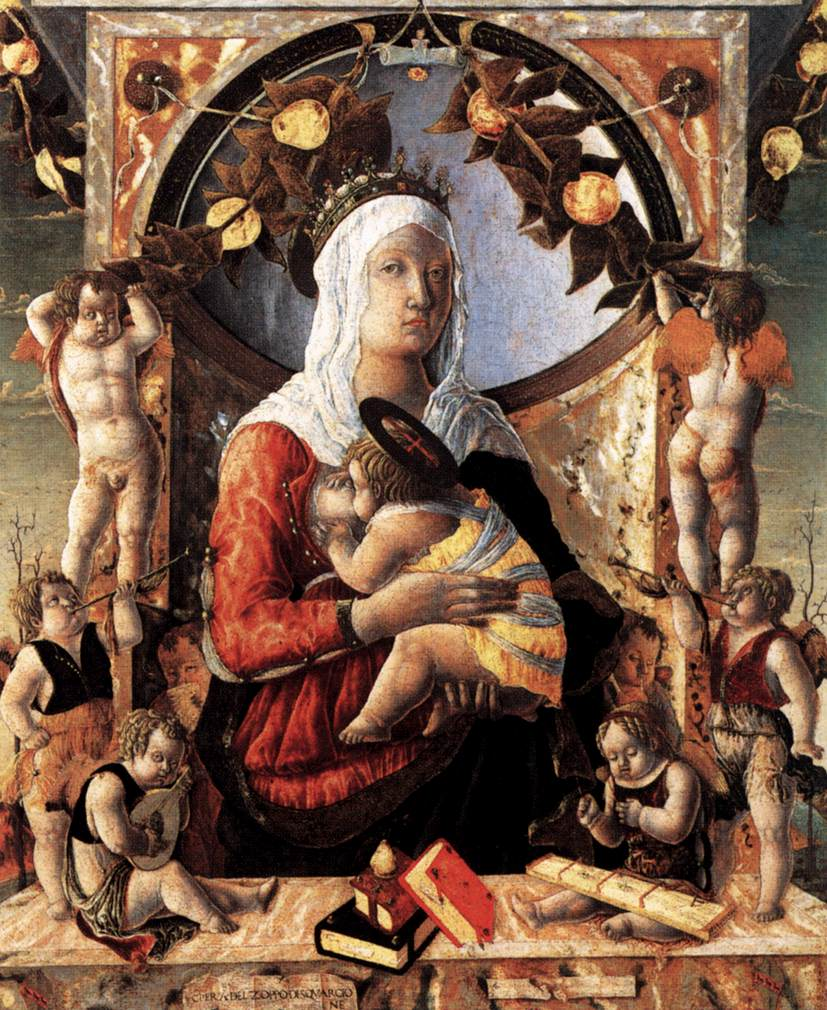
Marco Zoppo: Madonna en kind met engelen
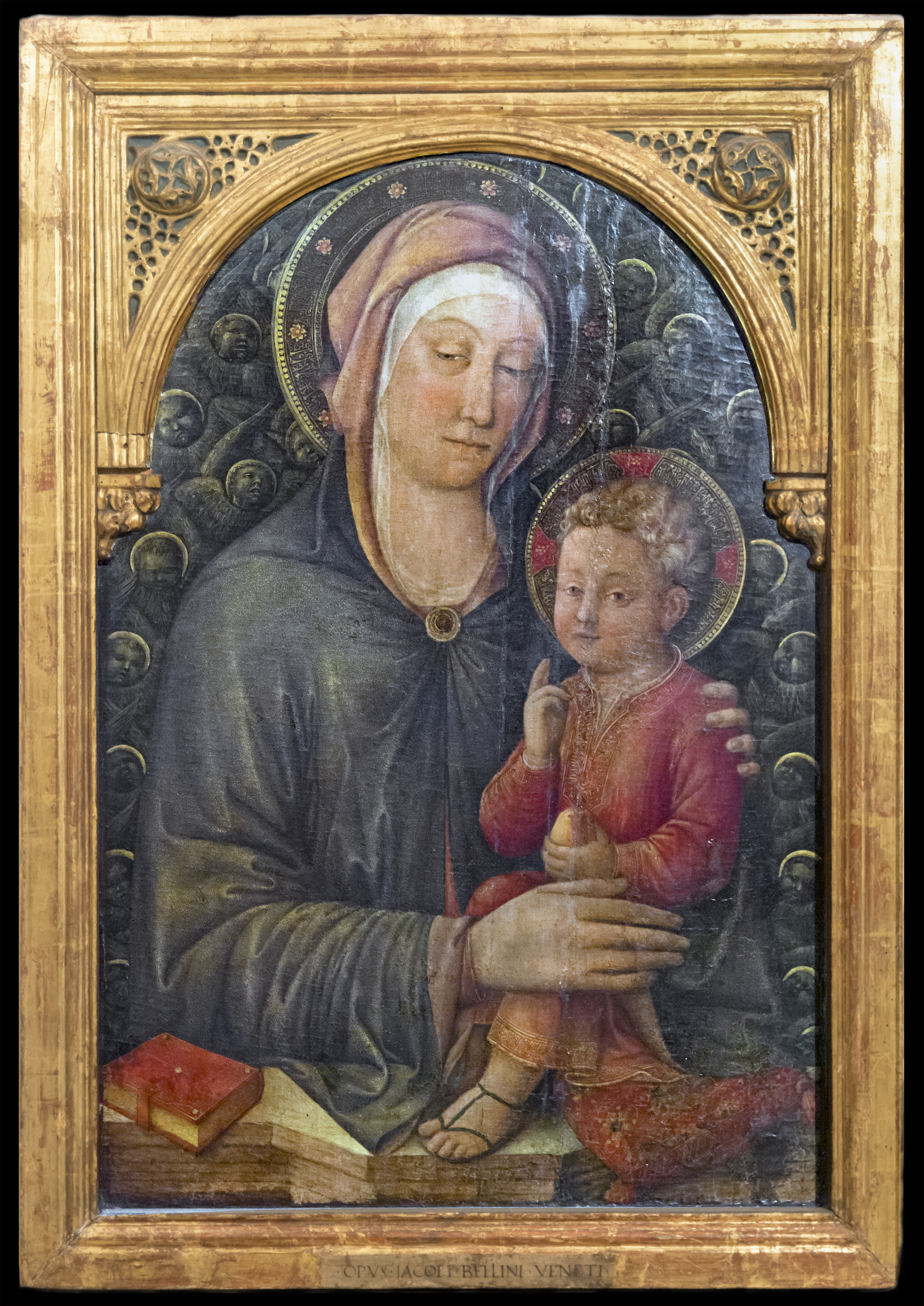
Jacopo Bellini: Madonna met kind
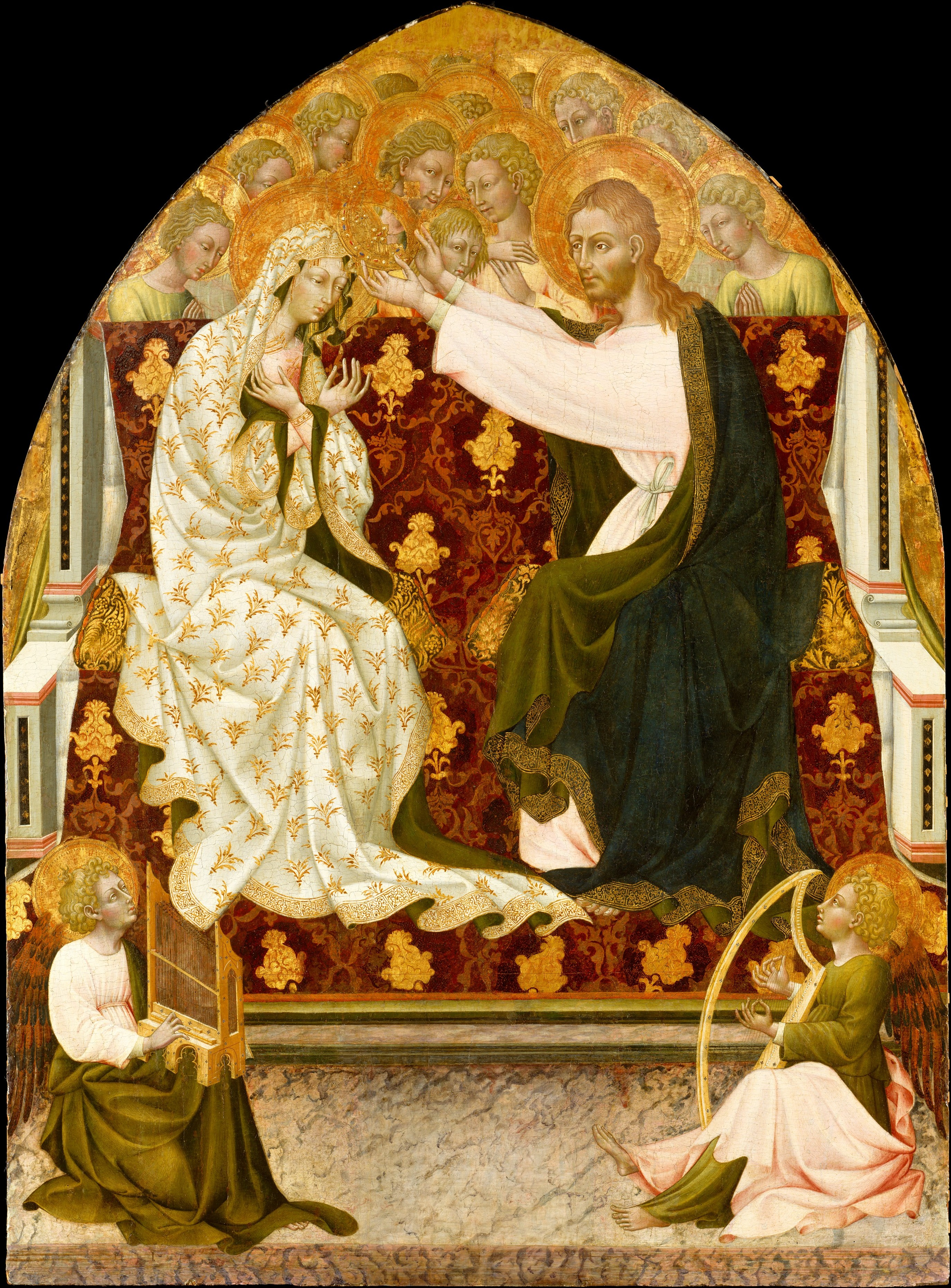
Giovanni di Paolo: Kroning van de Maagd
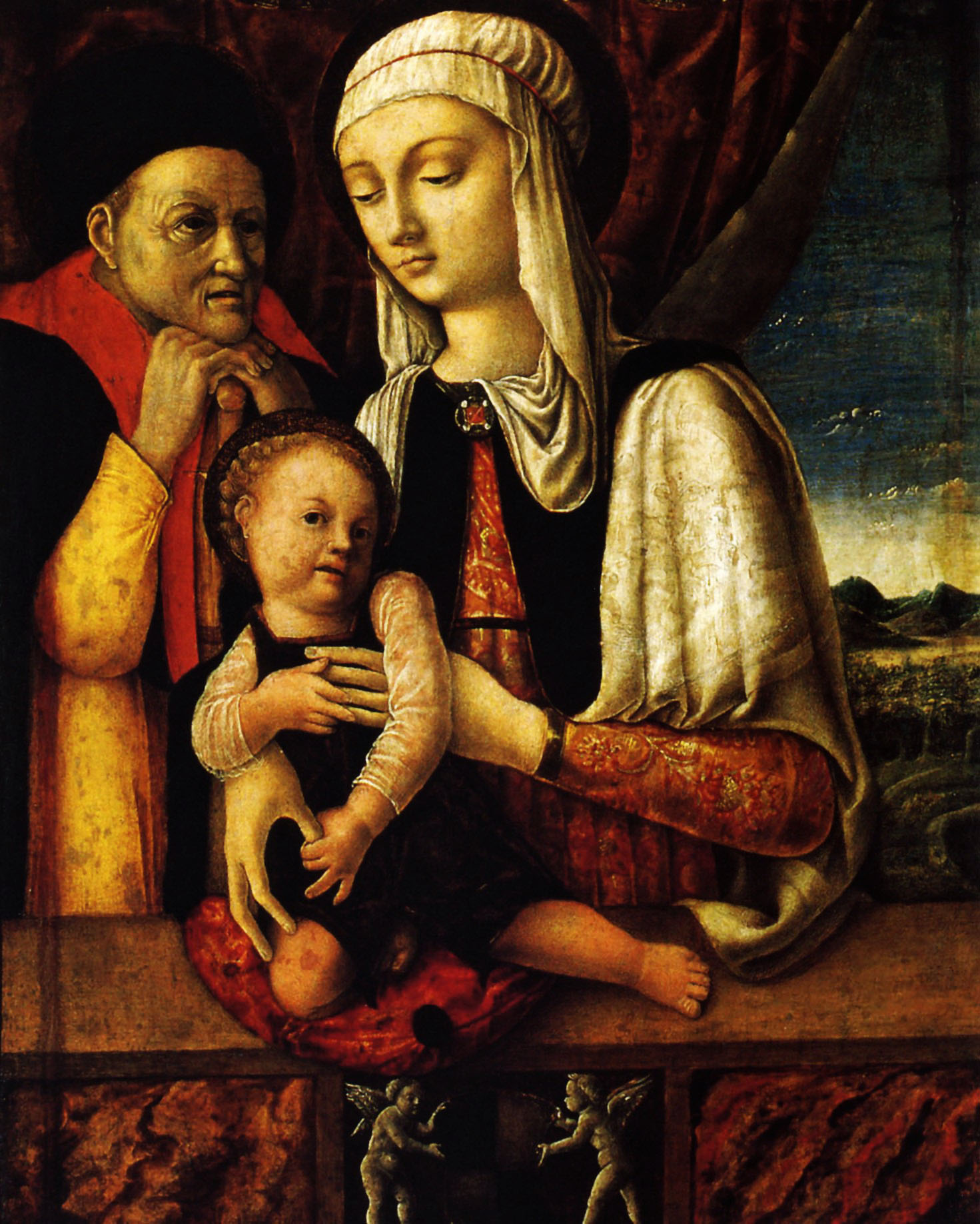
Antonio Vivarini: De heilige familie
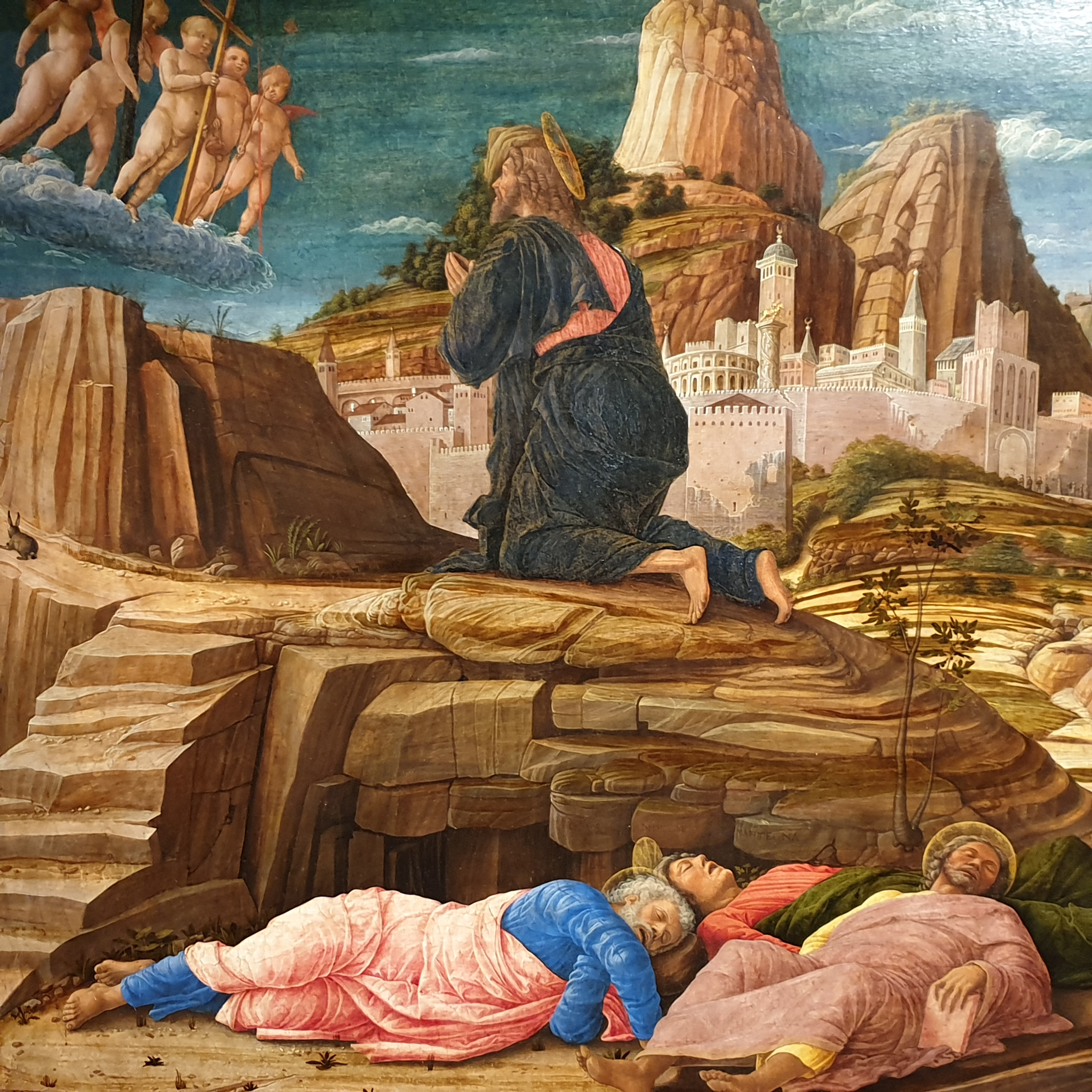
Andrea Mantegna: Christus in Gethsemane
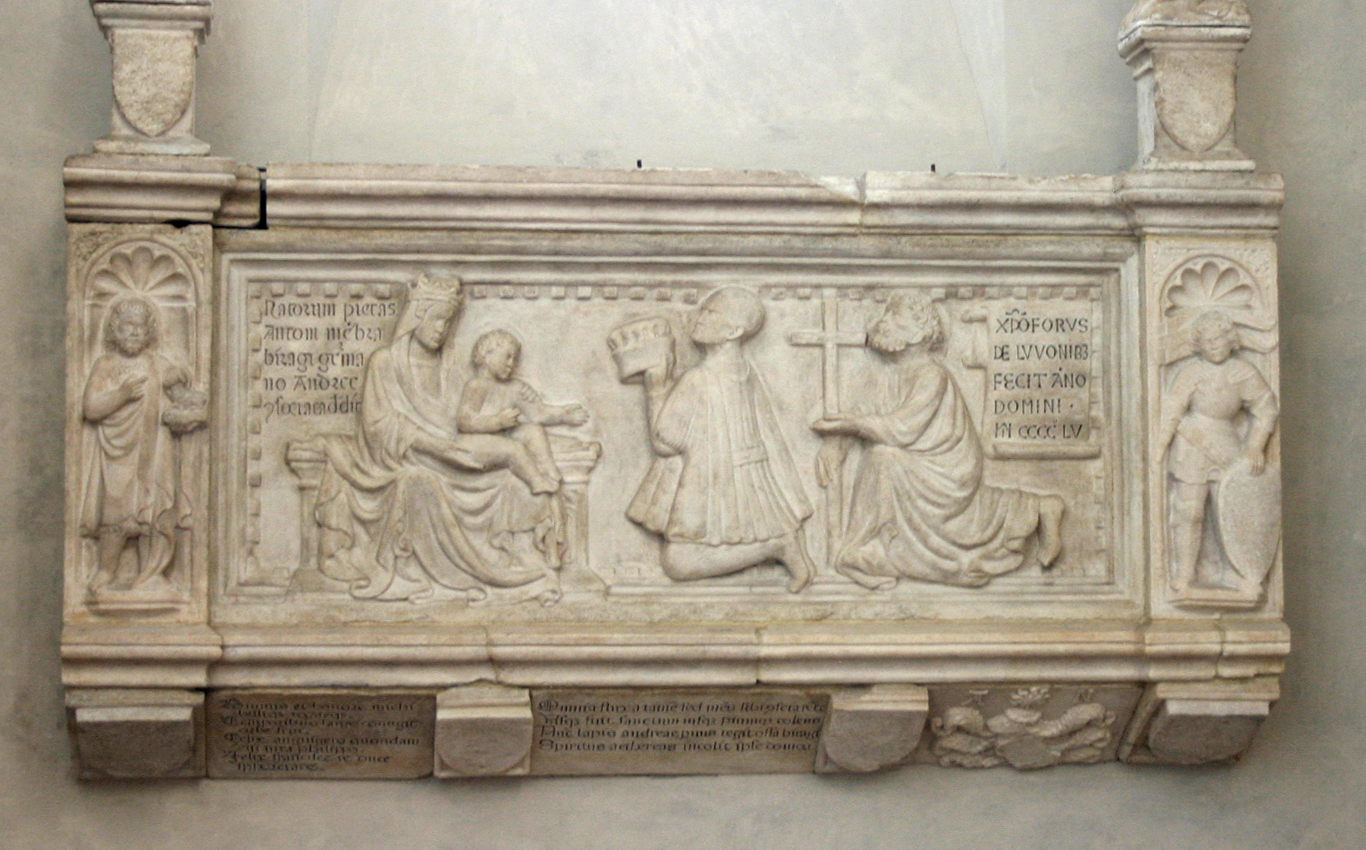
Cristoforo Luvoni: De maagd Maria verwelkomt de overleden Andrea Bilago
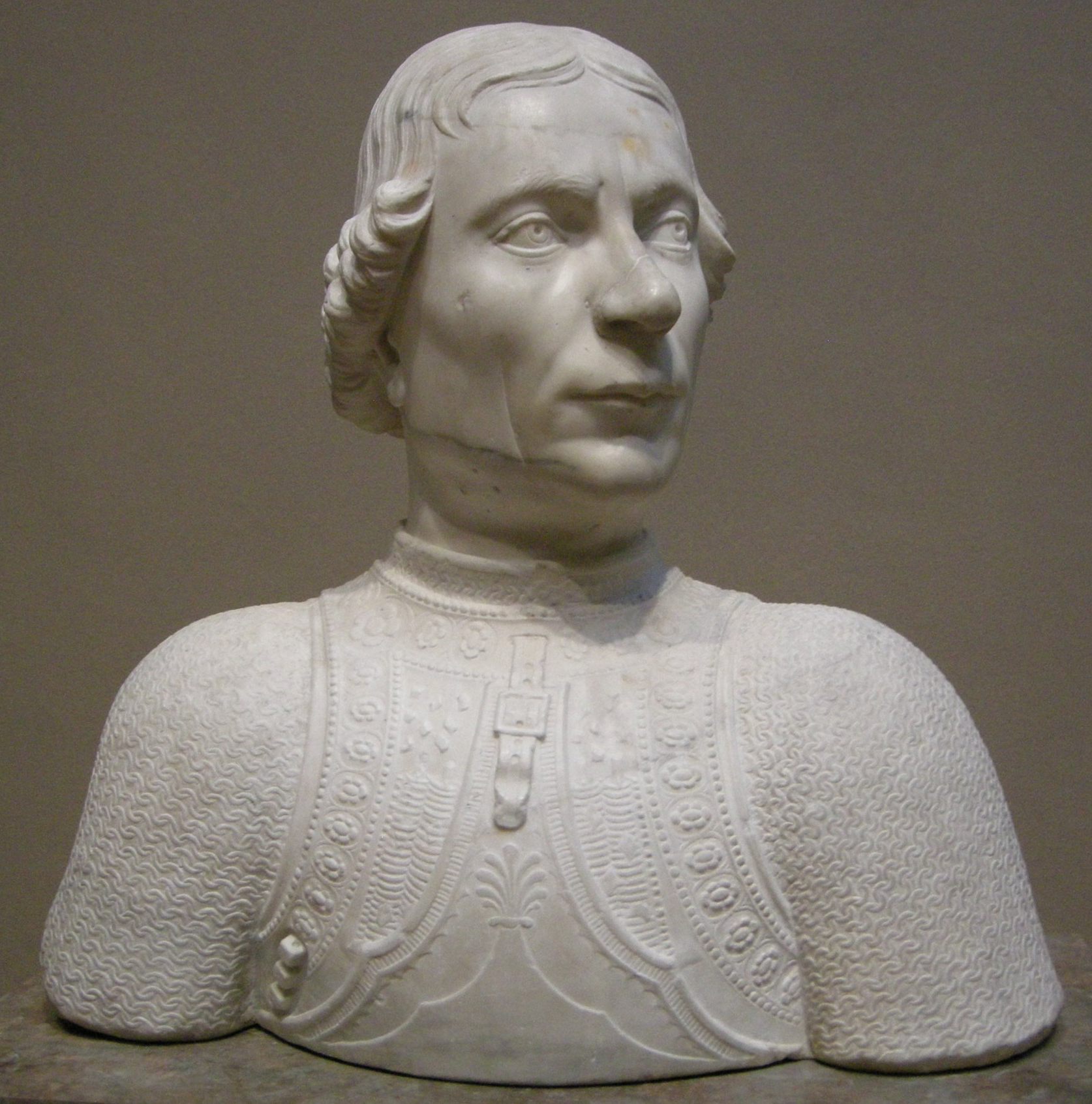
Mino da Fiesole: Buste van Astorre II Manfredi
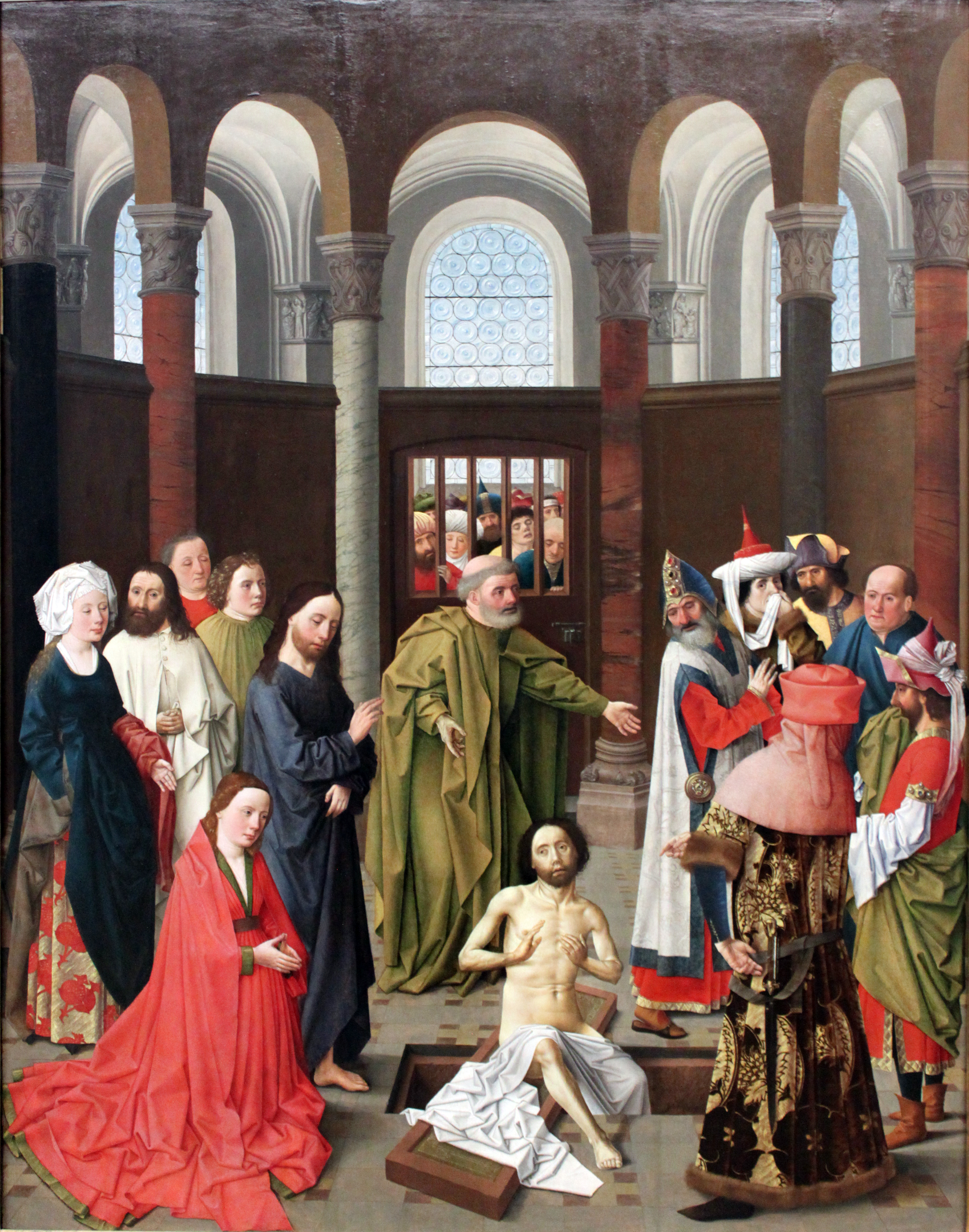
Albert van Ouwater: De opwekking van Lazarus

## Opvolging
- Abbasiden (kalief van Caïro) - Al-Qa'im II opgevolgd door Al-Mustanjid
- patriarch van Alexandrië (Syrisch) - Ignatius Khalaf als opvolger van Ignatius Behnam al-Hadli
- Generalitat de Catalunya - Bernat Guillem Samasó opgevolgd door Nicolau Pujades
- Granada - Mohammed XI opgevolgd door Said
- Noordelijke Yuan - Esen tajsj opgevolgd door Markörgis
- Osnabrück - Rudolf van Diepholt opgevolgd door zijn neef Koenraad van Diepholt
- paus (8 april) - Nicolaas V opgevolgd door Alonso de Borja als Calixtus III
- Périgord - Willem van Châtillon opgevolgd door zijn dochter Francisca van Châtillon
- Utrecht - Rudolf van Diepholt opgevolgd door Gijsbrecht van Brederode als bisschop-elect

## Afbeeldingen

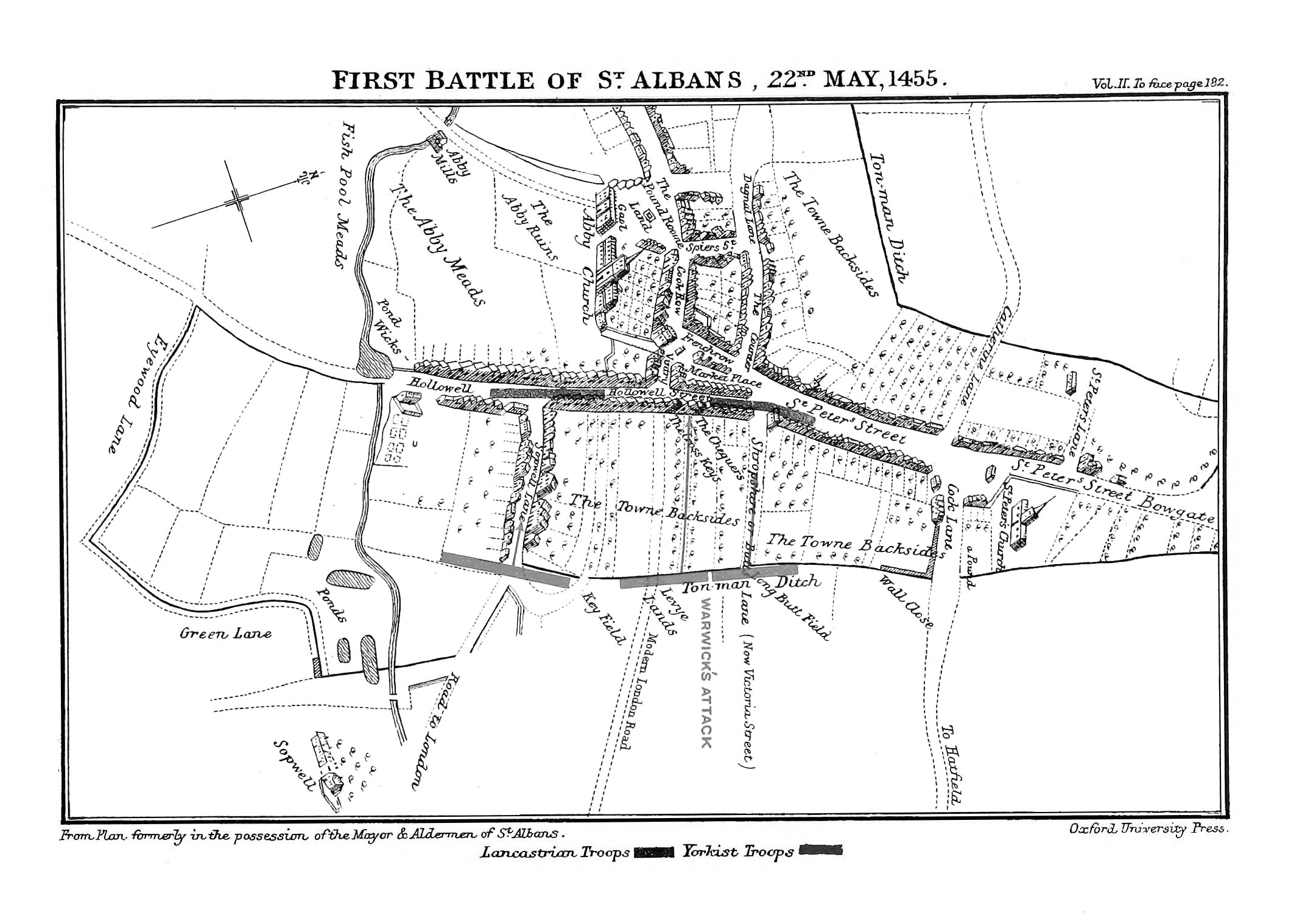
St Albans in 1455
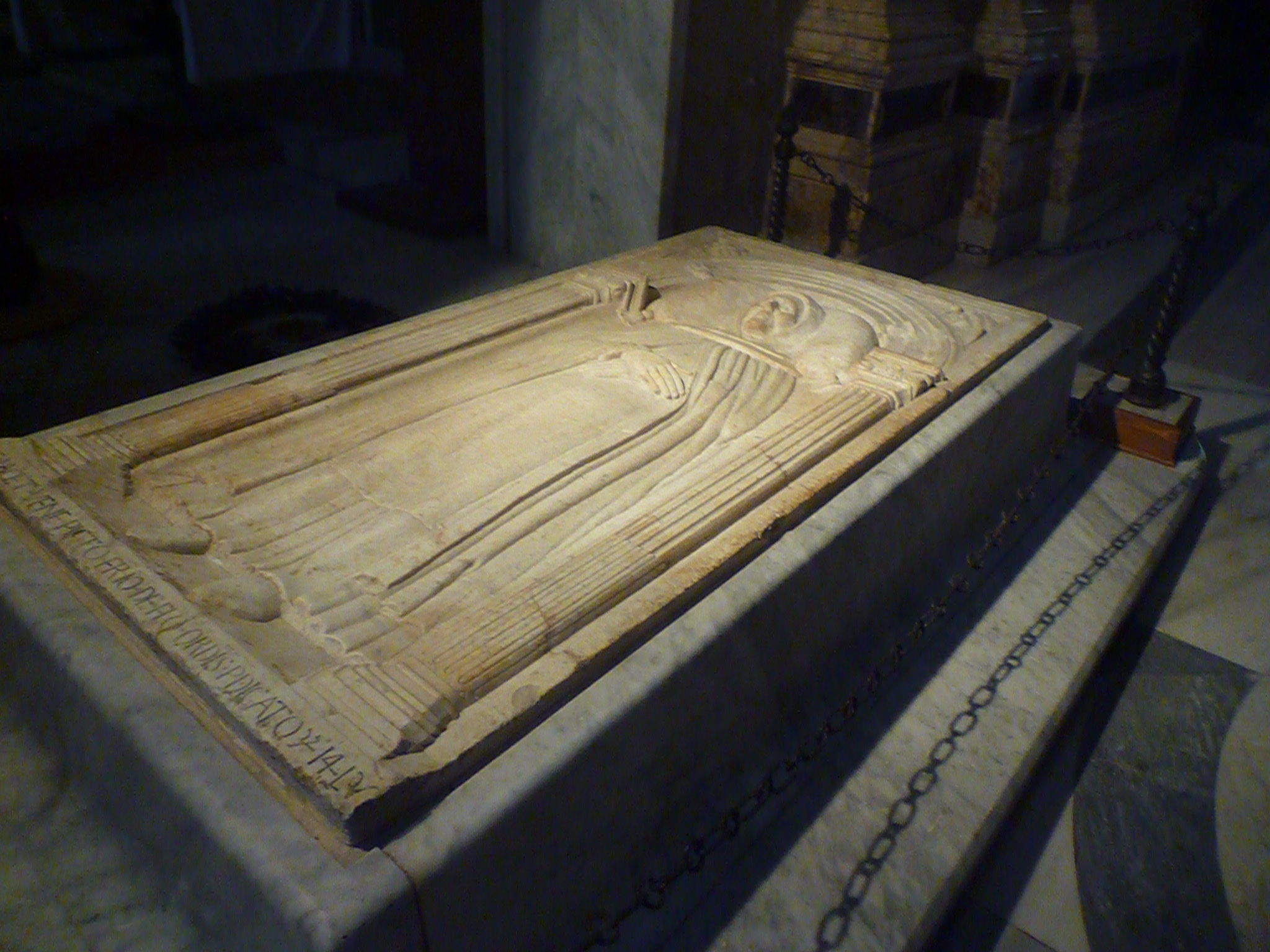
Graftombe van Fra Angelico
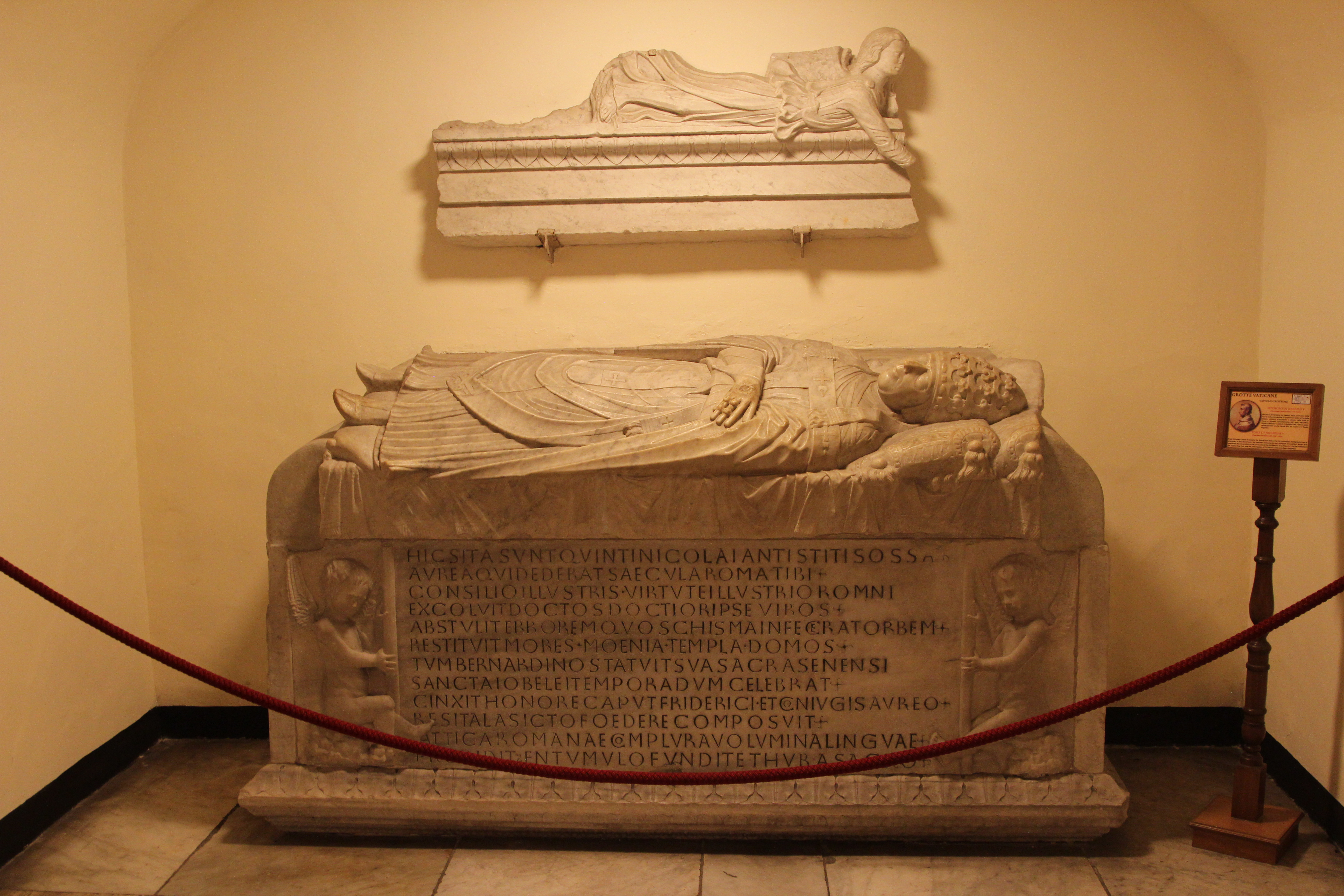
Graftombe van Nicolaas V
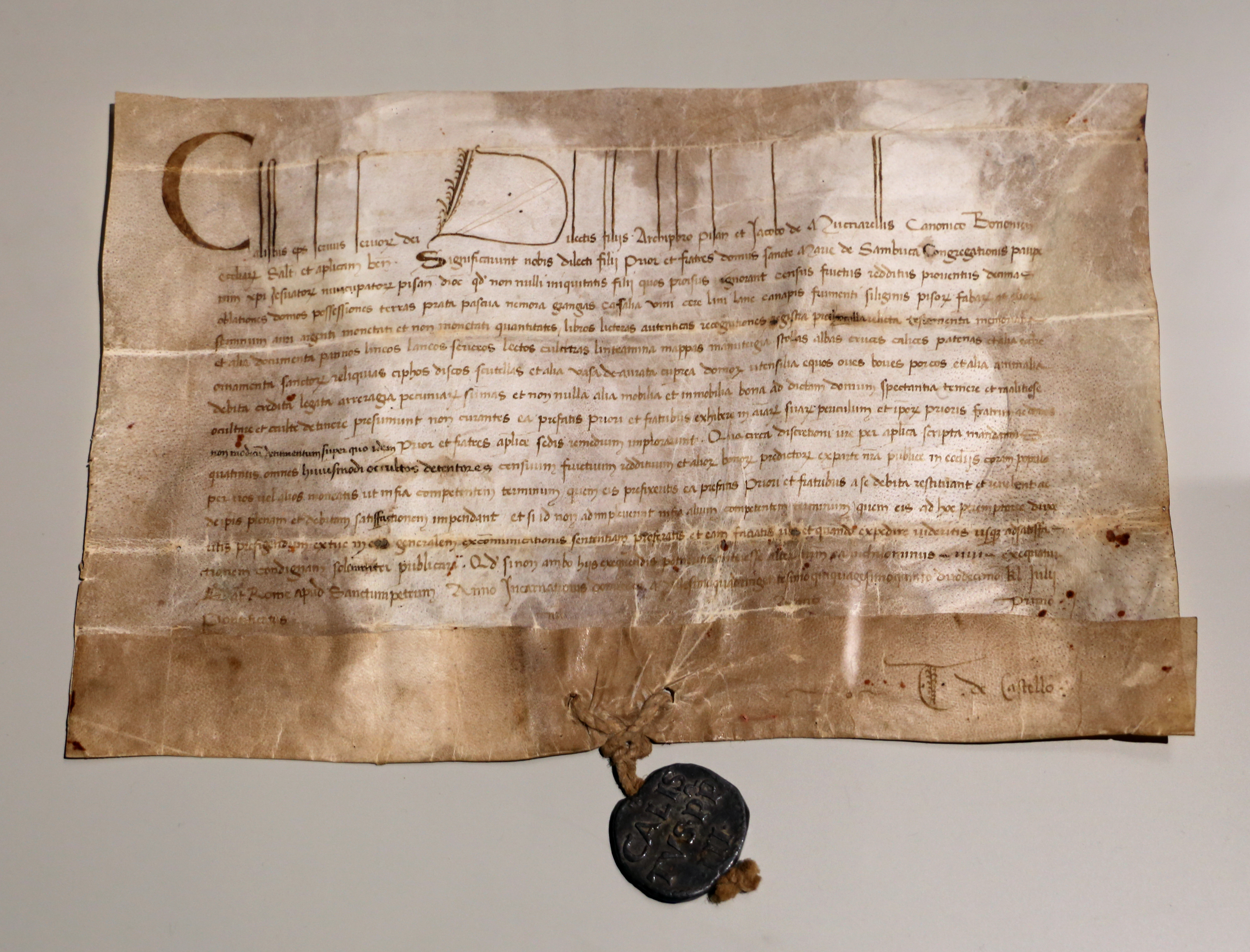
Bul van Calixtus III

## Geboren
- 2 januari - Manuel Palaiologos, Byzantijns edelman
- 9 januari - Willem II van Gulik-Berg, Duits edelman
- 29 januari - Johannes Reuchlin, Duits filosoof
- 2 februari - Hans van Denemarken, koning van Denemarken, Noorwegen en Zweden (1481-1513)
- 3 maart - Johan II, koning van Portugal (1481-1495)
- 3 maart - Ascanio Maria Sforza, Italiaans kardinaal
- 30 mei - Günther XXXIX van Schwarzburg, Duits edelman
- 2 augustus - Johan Cicero, keurvorst van Brandenburg (1486-1499)
- 15 augustus - George de Rijke, hertog van Beieren-Landshut
- 9 november - Johan V van Nassau-Siegen, graaf van Nassau-Siegen
- 11 december - Barbara Gonzaga, Italiaans edelvrouw
- Alfons d'Aragó, Aragonees bisschop
- Roelof van Baern, Utrechts edelman
- Souvanna Banlang, koning van Lan Xang (1478-1485)
- Jacobus Barbireau, Zuid-Nederlands componist
- Andries Boelens, Hollands politicus
- Fabrizio del Carretto, grootmeester van de Orde van Sint-Jan
- Wouter Despars, Vlaams handelaar en politicus
- Drugpa Künleg, Tibetaans lama
- Andrea Gritti, Venetiaans politicus en militair
- Catharina van Palts-Simmern, Duits priorin
- Jean le Sauvage, Bourgondisch edelman
- Eloy d'Amerval, Frans componist (jaartal bij benadering)
- Vittore Carpaccio, Venetiaans schilder (jaartal bij benadering)
- Johannes Ghiselin, Frans zanger (jaartal bij benadering)
- Jacques Lefèvre d'Étaples, Frans filosoof (jaartal bij benadering)
- Richard Pafraet, Duits drukker (jaartal bij benadering)
- Giovanni Ambrogio de Predis, Milanees schilder (jaartal bij benadering)
- Arnolt Schlick, Duits componist (jaartal bij benadering)
- Jan V van Zator, Silezisch edelman (jaartal bij benadering)
- Evert Zoudenbalch, Utrechts politicus (jaartal bij benadering)

## Overleden
- 18 februari - Fra Angelico (~59), Florentijns schilder en geestelijke
- 24 maart - Nicolaas V (57), paus (1447-1455)
- 24 maart - Rudolf van Diepholt (~64), bisschop van Utrecht (1423-1455) en Osnabrück
- 1 april - Zbigniew Oleśnicki (65), Pools kardinaal
- april - Bernard van Falkenberg, Silezisch edelman
- 22 mei - Edmund Beaufort (~48), Engels edelman
- 22 mei - Henry Percy (63), Engels edelman
- 18 oktober - Alijt Bake (39), Nederlands priorin en schrijfster
- 1 december - Lorenzo Ghiberti (~77), Florentijns edelsmid en beeldhouwer
- 2 december - Isabella van Coimbra (33), echtgenote van Alfons V van Portugal
- 12 december - Wladislaus I van Płock, Silezisch edelman
- Immel Abdena (~70), Oost-Fries hoofdeling
- Beatrijs van Beieren, Hollands edelvrouw
- Willem van Châtillon, Frans edelman
- Esen tajsj, keizer van de Noordelijke Yuan (1453-1455)
- Hiëronymus Ranuzzi, Italiaans geestelijke
- Johan Vinck (~90), Limburgs politicus
- Pisanello, Italiaans kunstenaar (vermoedelijke jaartal)
- Cyriacus van Ancona, Italiaans antiquariër (jaartal bij benadering)
- Johannes Brassart, Bourgondisch componist (jaartal bij benadering)
- Margaretha Kettler, Duits edelvrouw (jaartal bij benadering)
- Margaretha Kettler, Duits edelvrouw (jaartal bij benadering)